# Biserica evanghelică din Veseuș

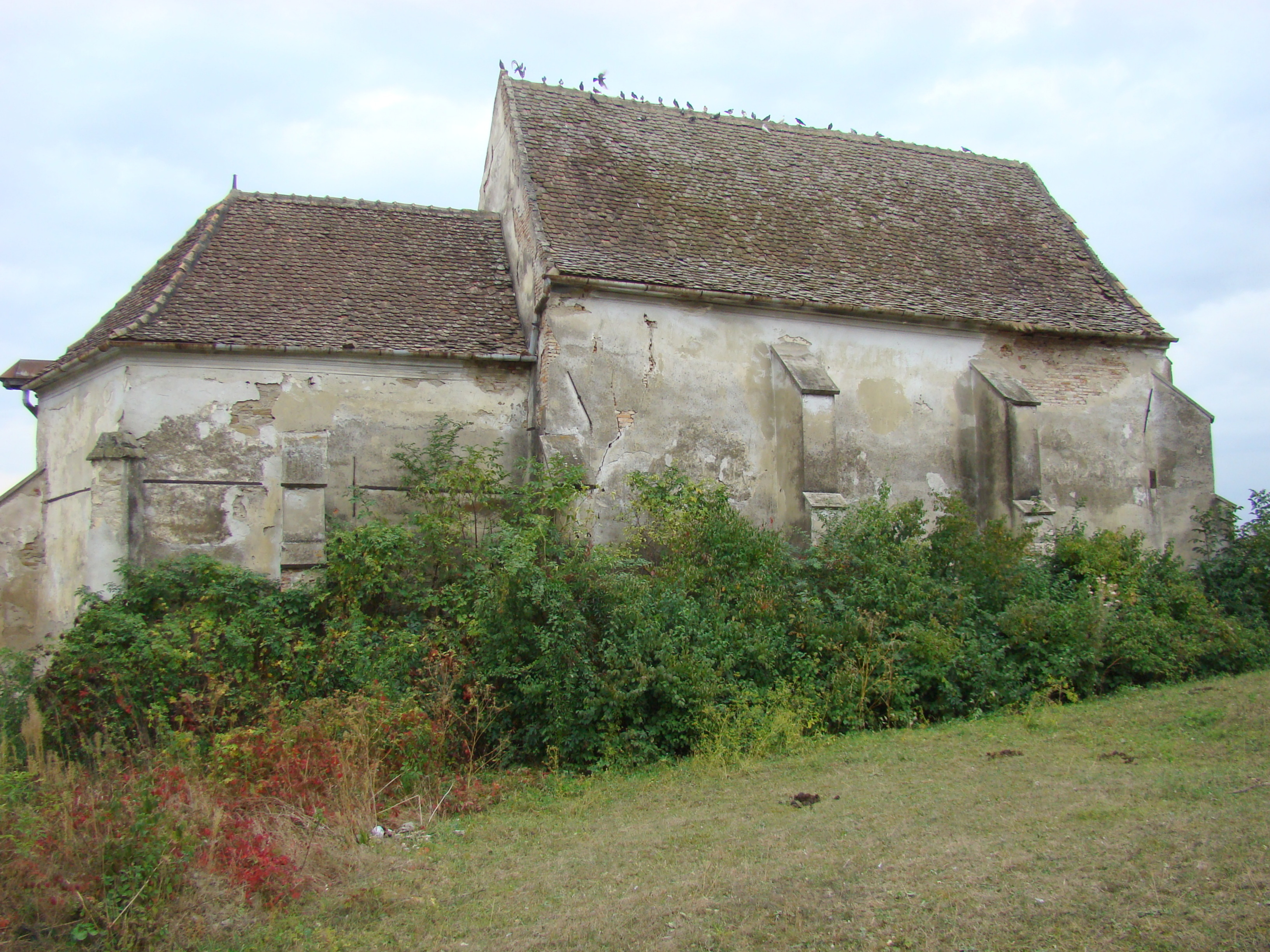
Biserica-sală sprijinită de contraforturi

Biserica evanghelică din Veseuș este un ansamblu de monumente istorice aflat pe teritoriul satului Veseuș, comuna Jidvei. În Repertoriul Arheologic Național, monumentul apare cu codul 5158.01.
Ansamblul este format din următoarele monumente:
- Biserica evanghelică (cod LMI AB-II-m-B-00388.01)
- Turn-clopotniță și de poartă (cod LMI AB-II-m-B-00388.02)

## Localitatea
Veseuș (mai demult Vesăuș; în dialectul săsesc Mächelsdref, în germană Michelsdorf an der Kokel, Mechelsdorf, în maghiară Szásznagyvesszős, Szászvesszős, Vesszősmihályfalva, Vesszős) este un sat în comuna Jidvei din județul Alba, Transilvania, România.

## Biserica
A fost construită în stil gotic, în anul 1504, pe locul unei foste bazilici romanice. Adăugirile (turnul, clopotnița și poarta) au fost realizate în anul 1825.
Starea ansamblului de la Veseuș este precară, având nevoie de reparații urgente. Lucrurile de valoare au fost duse la muzee, pentru a nu fi furate. La recensământul din 1930 au fost înregistrați 1.155 locuitori, dintre care 390 germani. Germani nu mai există în prezent în Veseuș, locul lor fiind luat de o numeroasă comunitate romă.

## Vezi și
- Veseuș, Alba

## Imagini din exterior

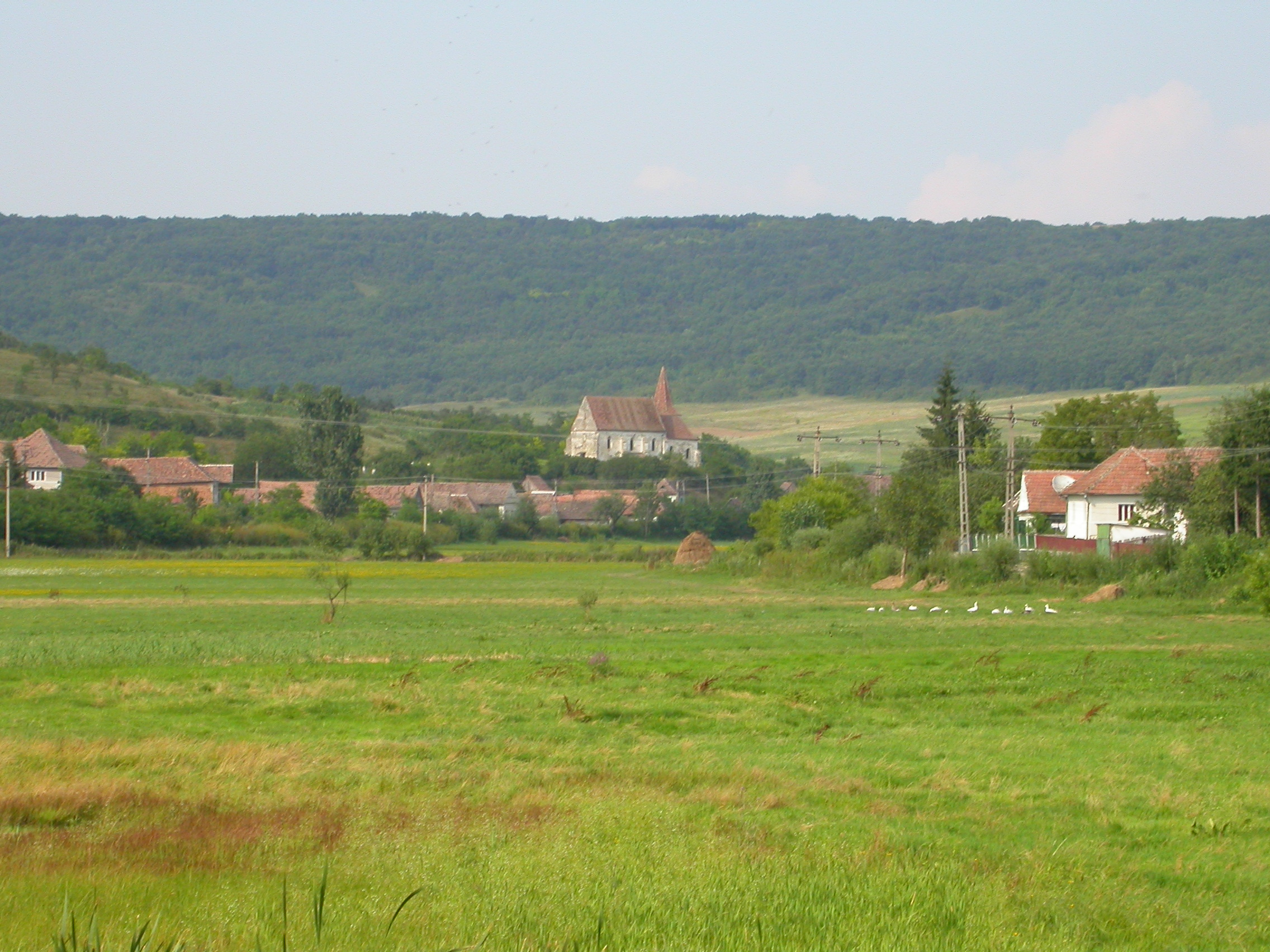
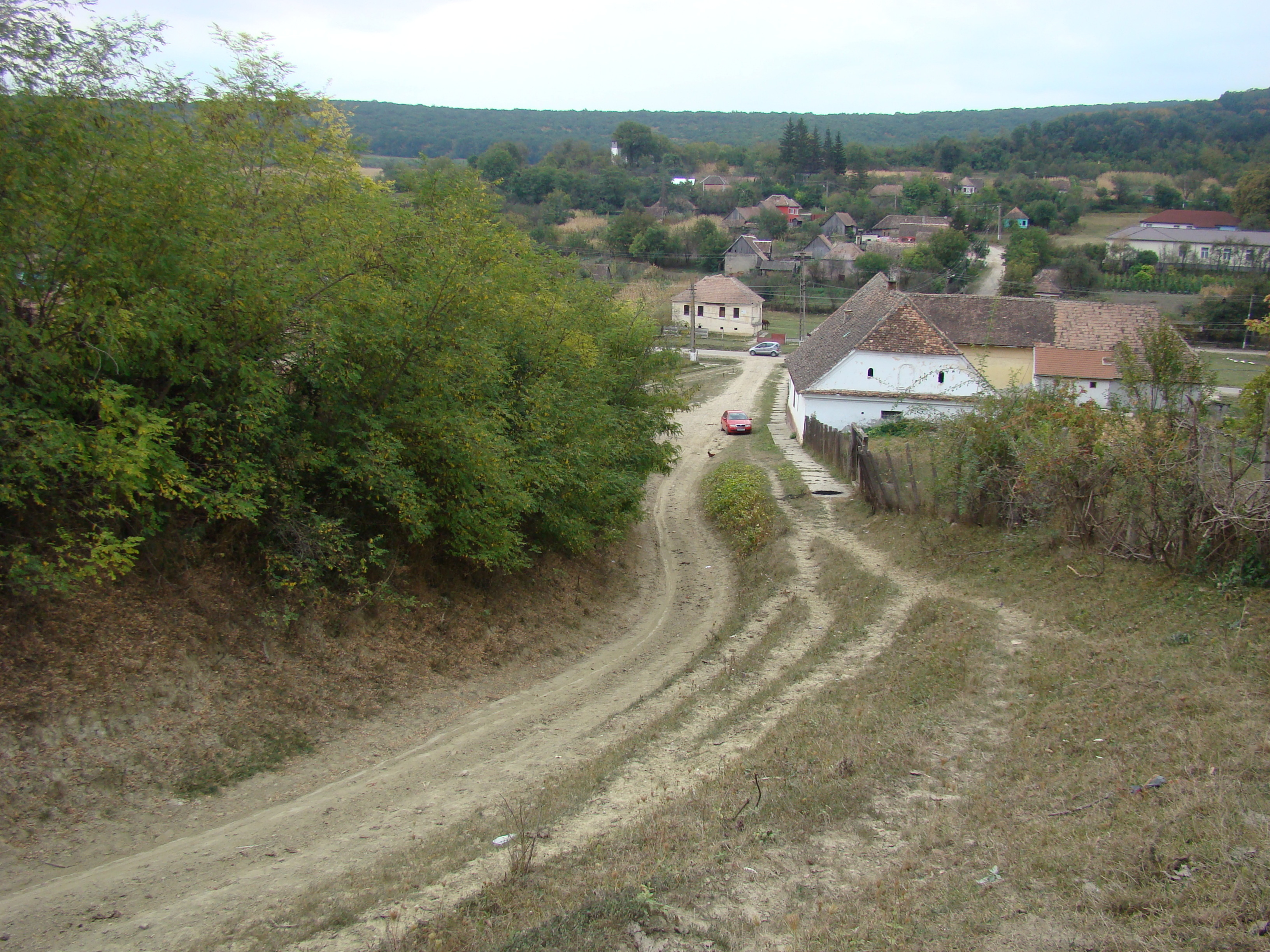
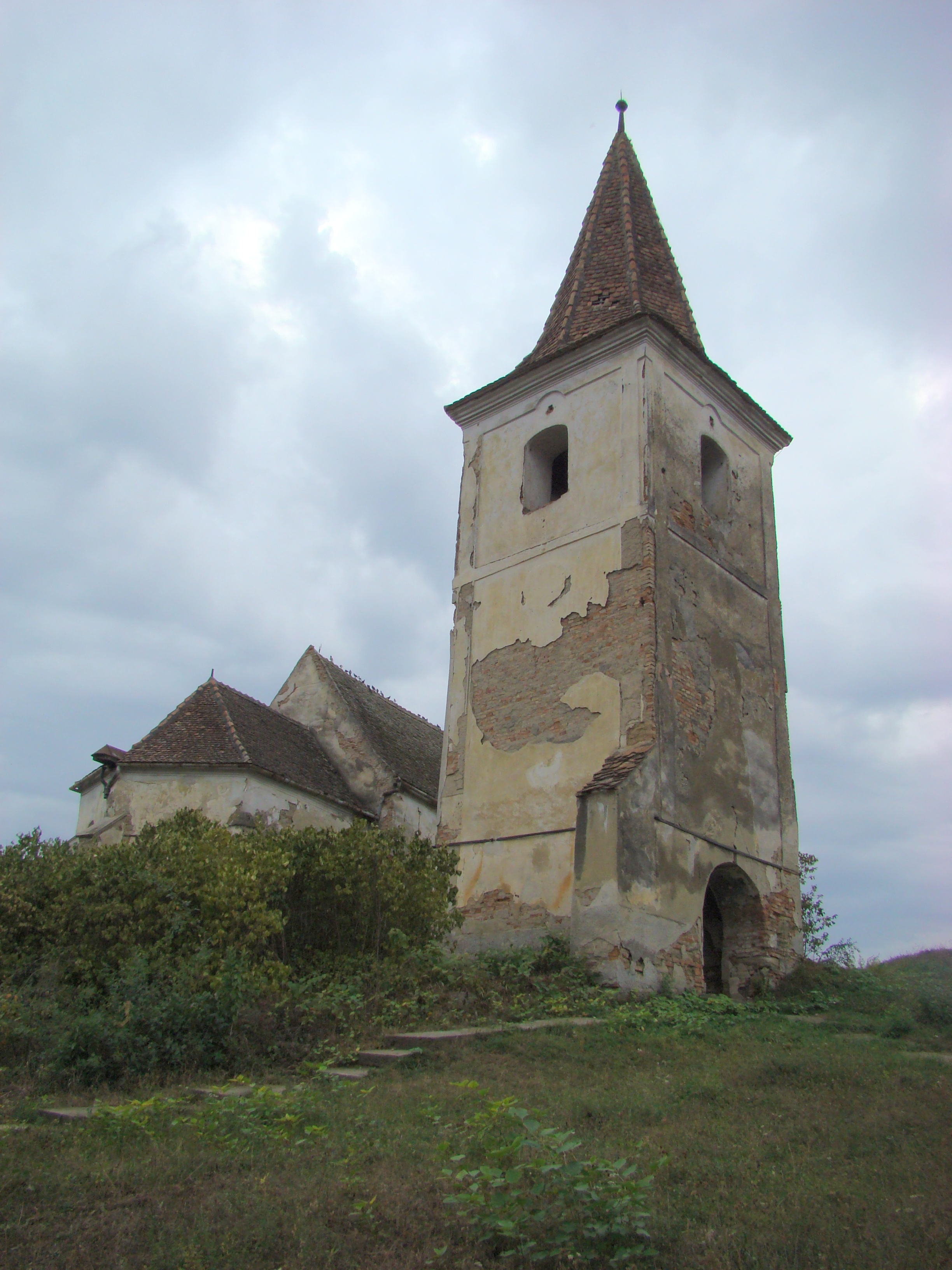
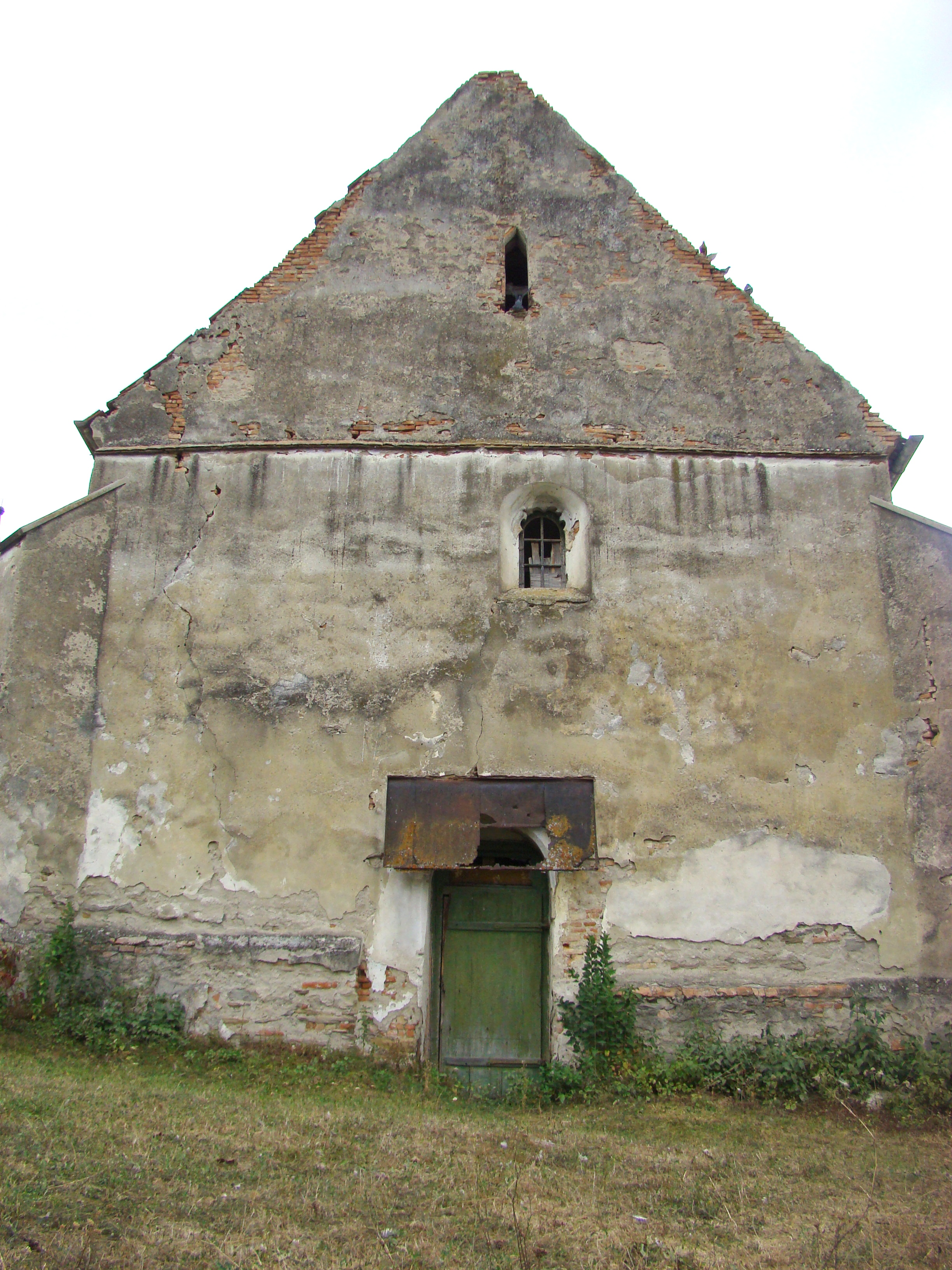
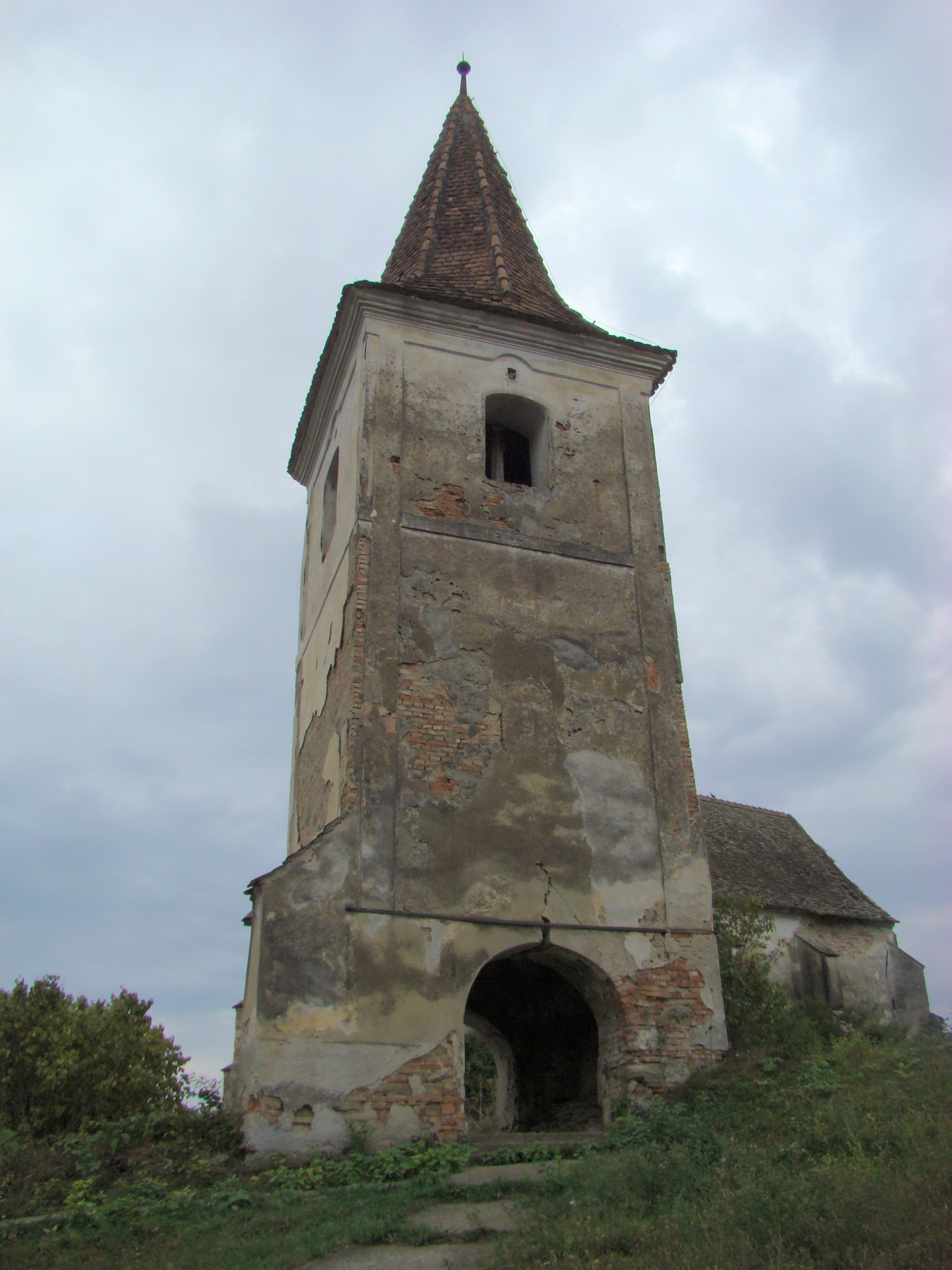
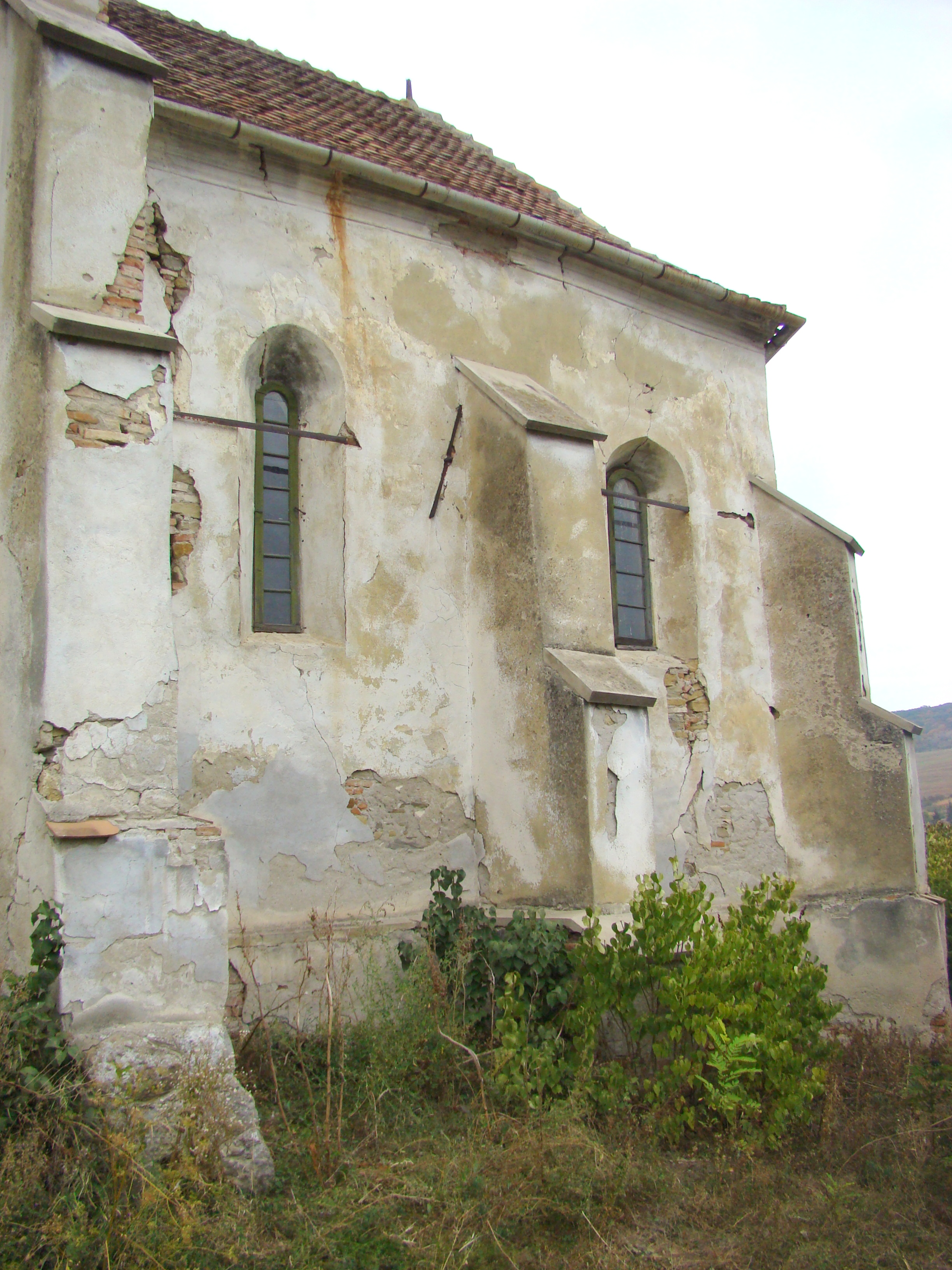
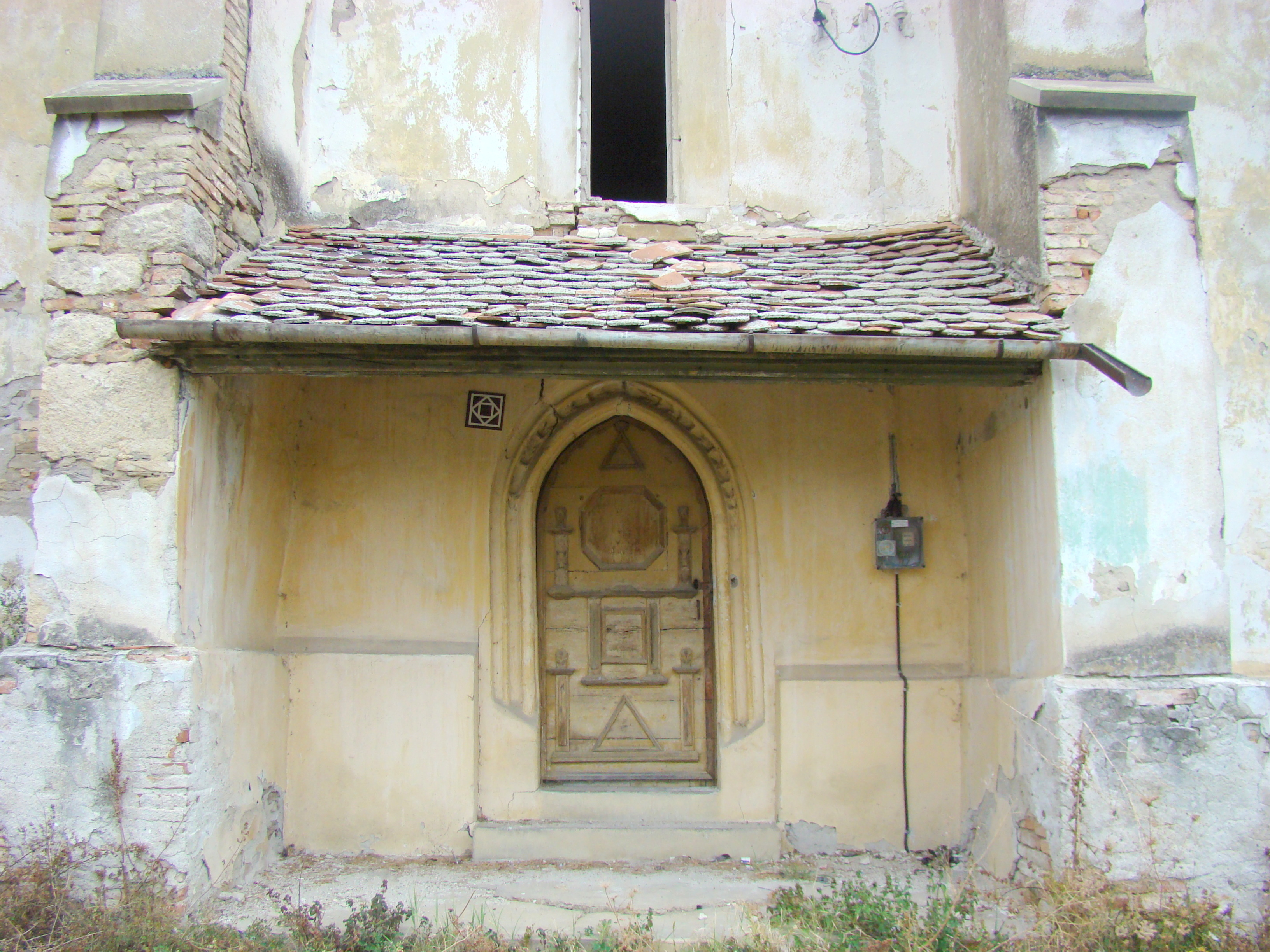
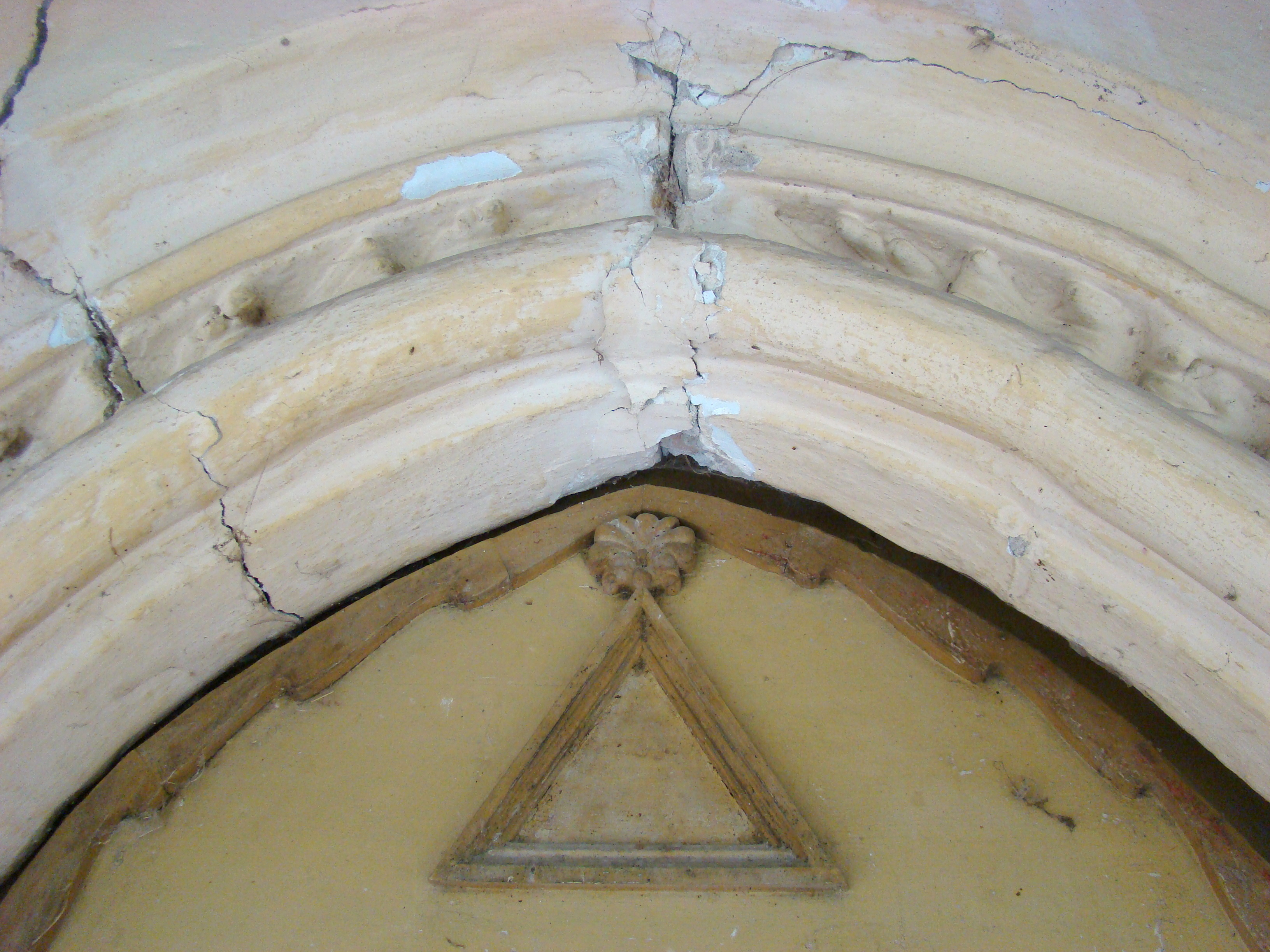
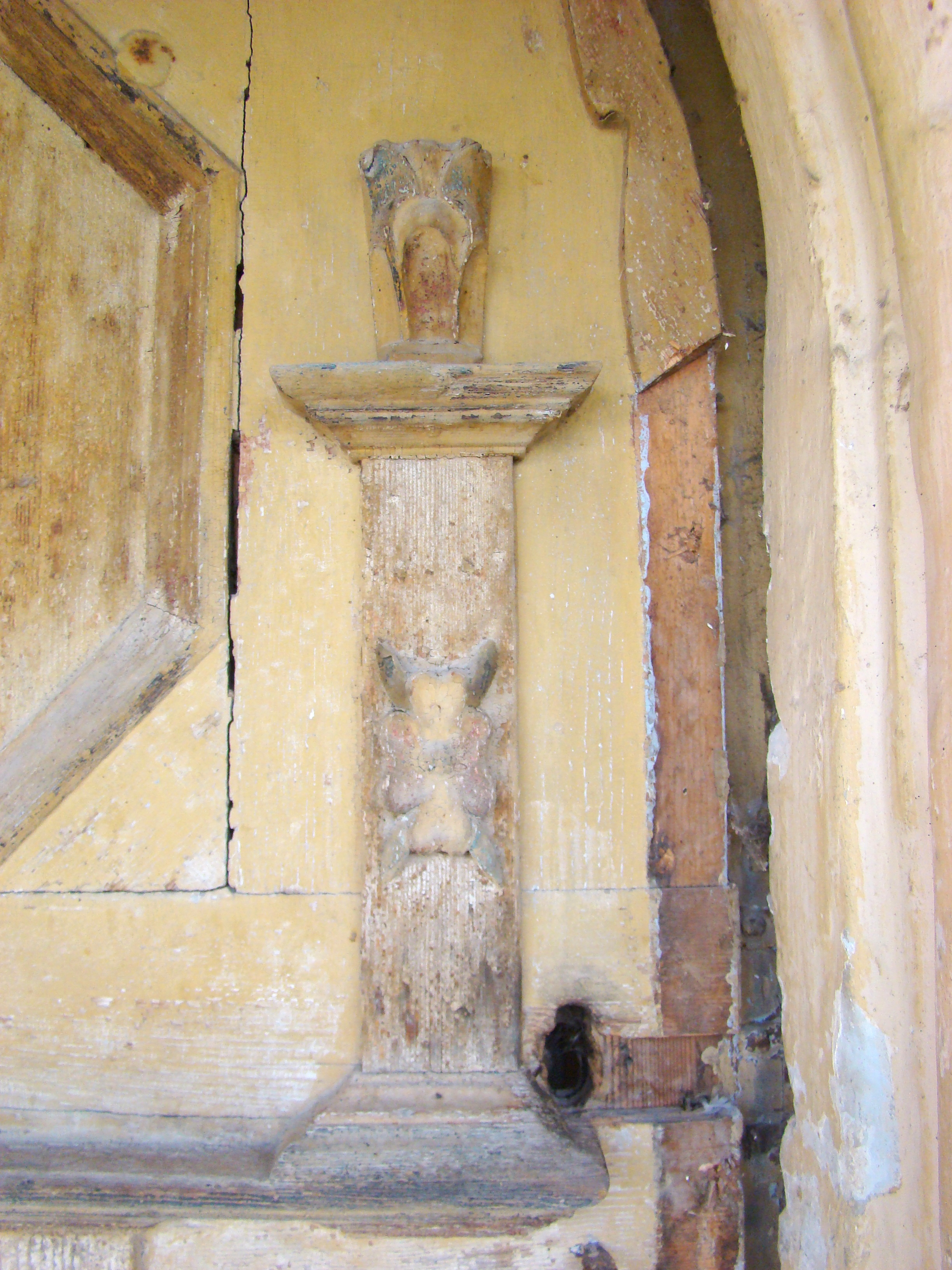
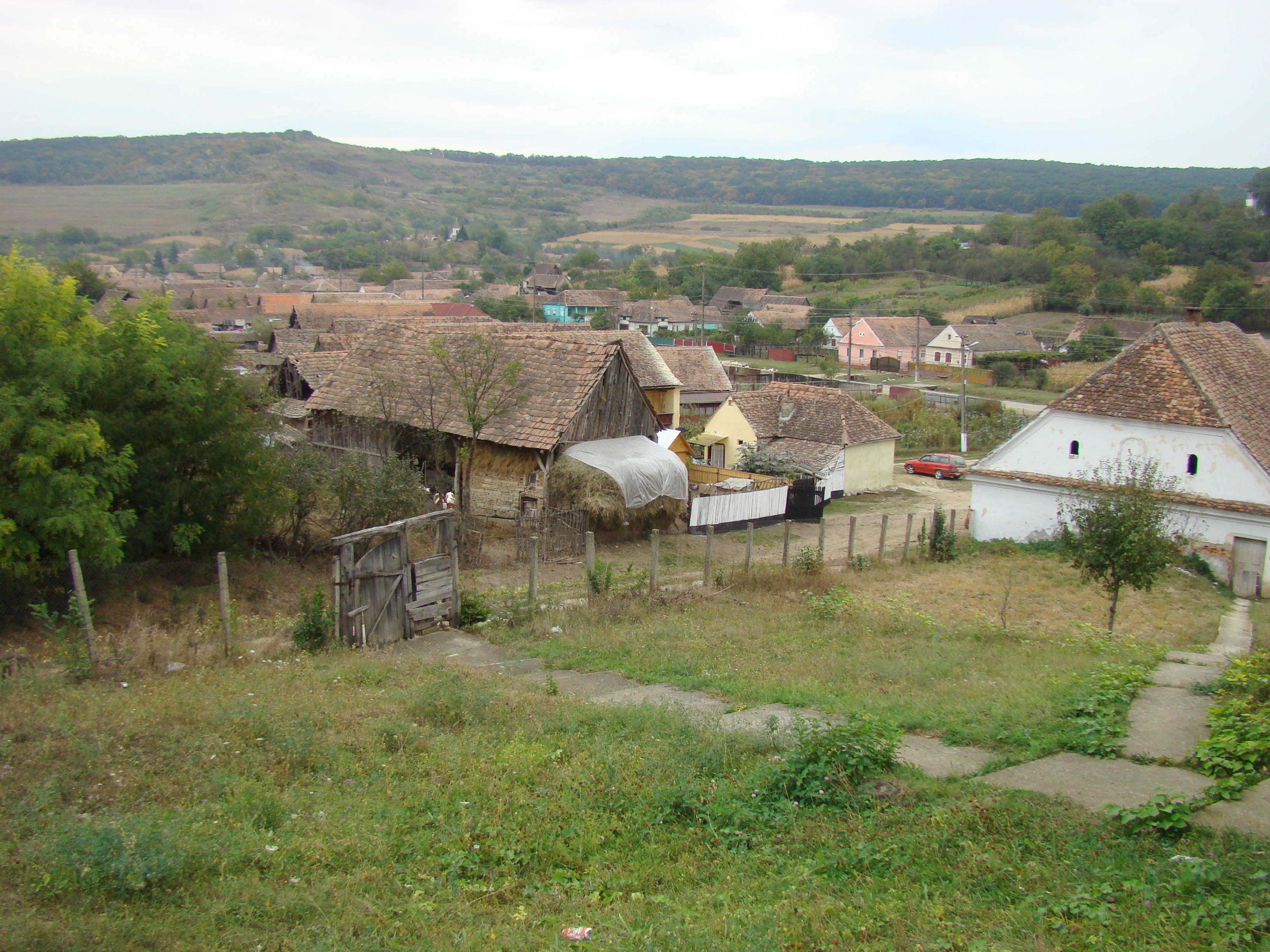
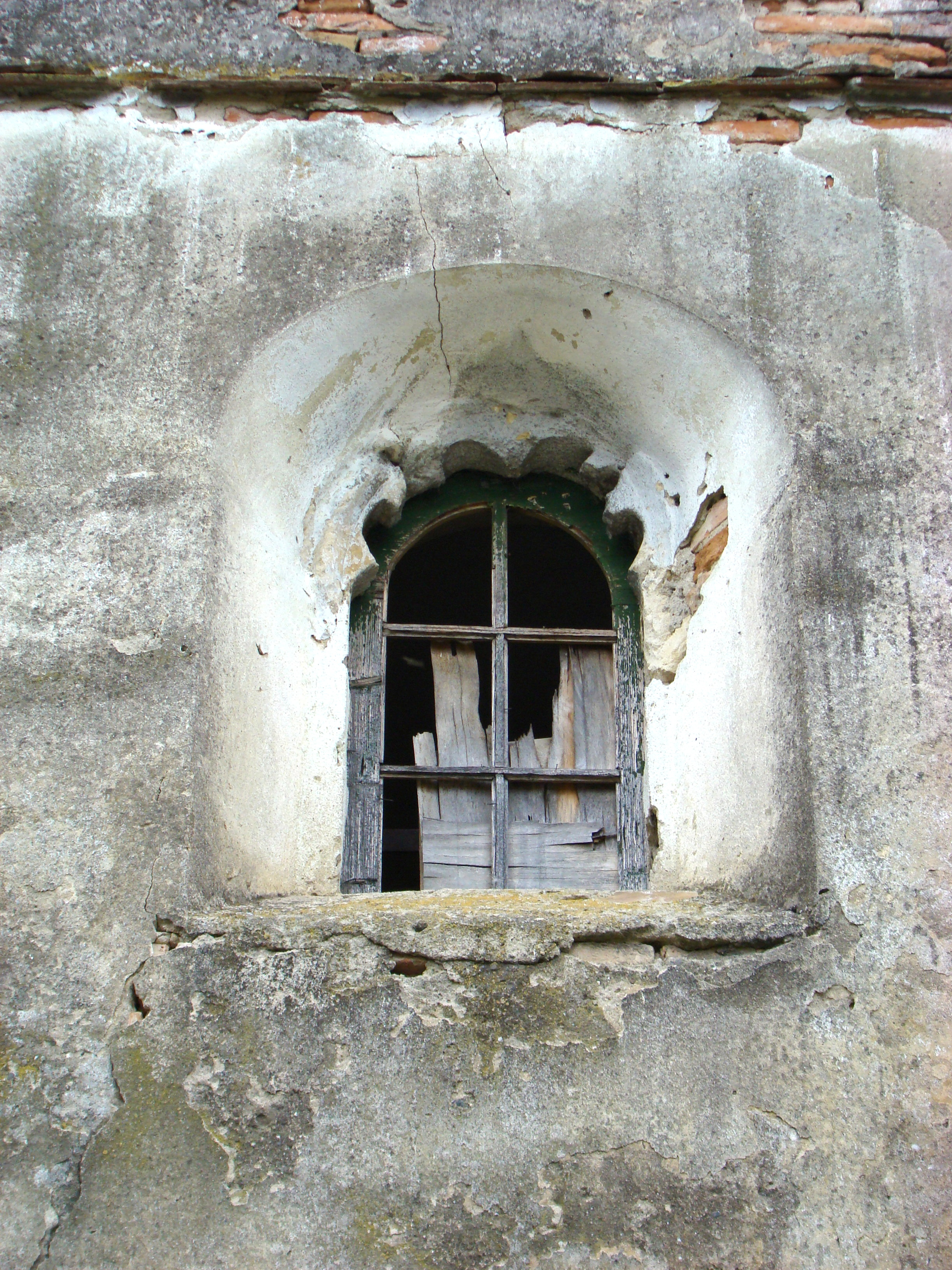
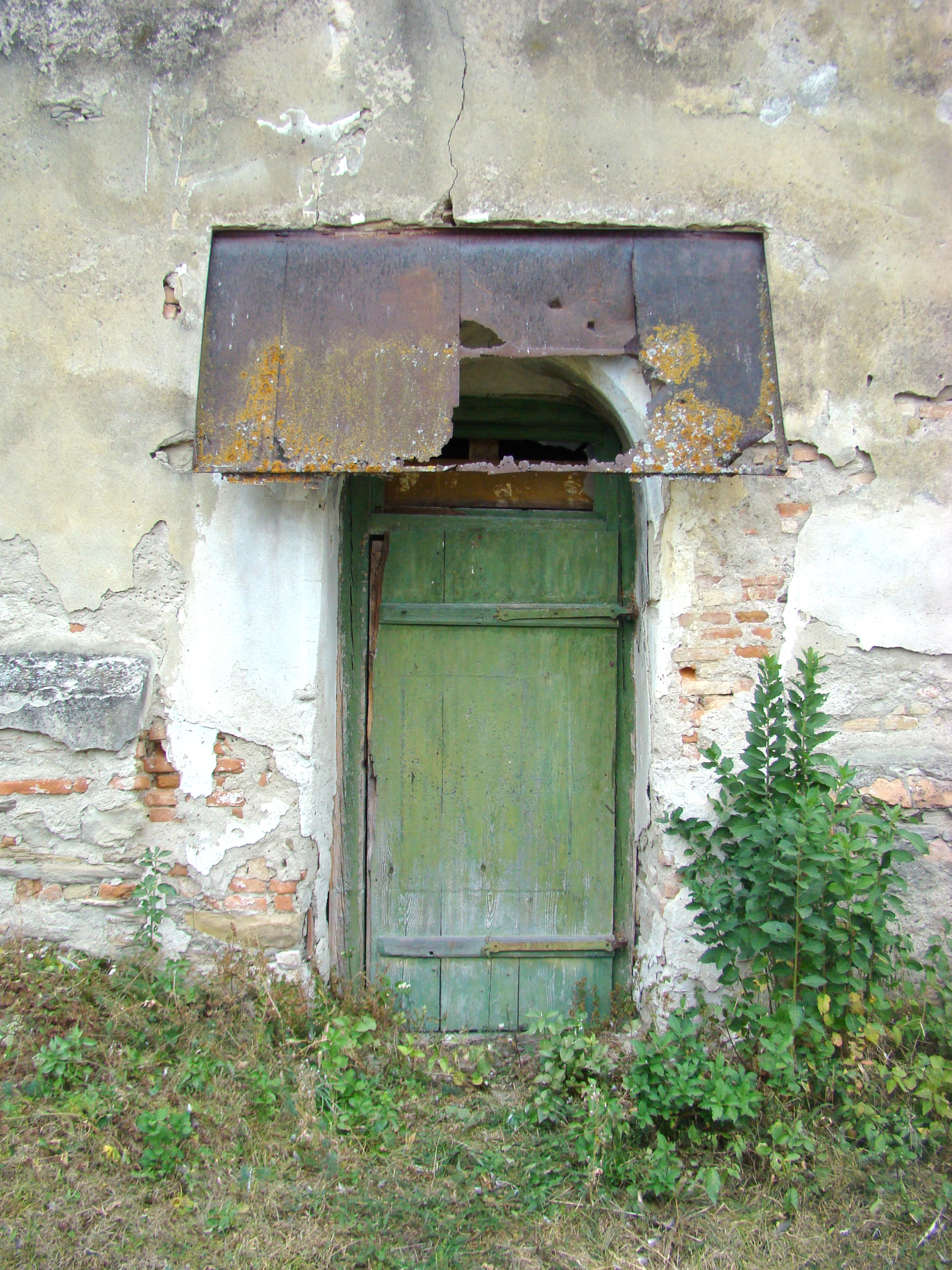
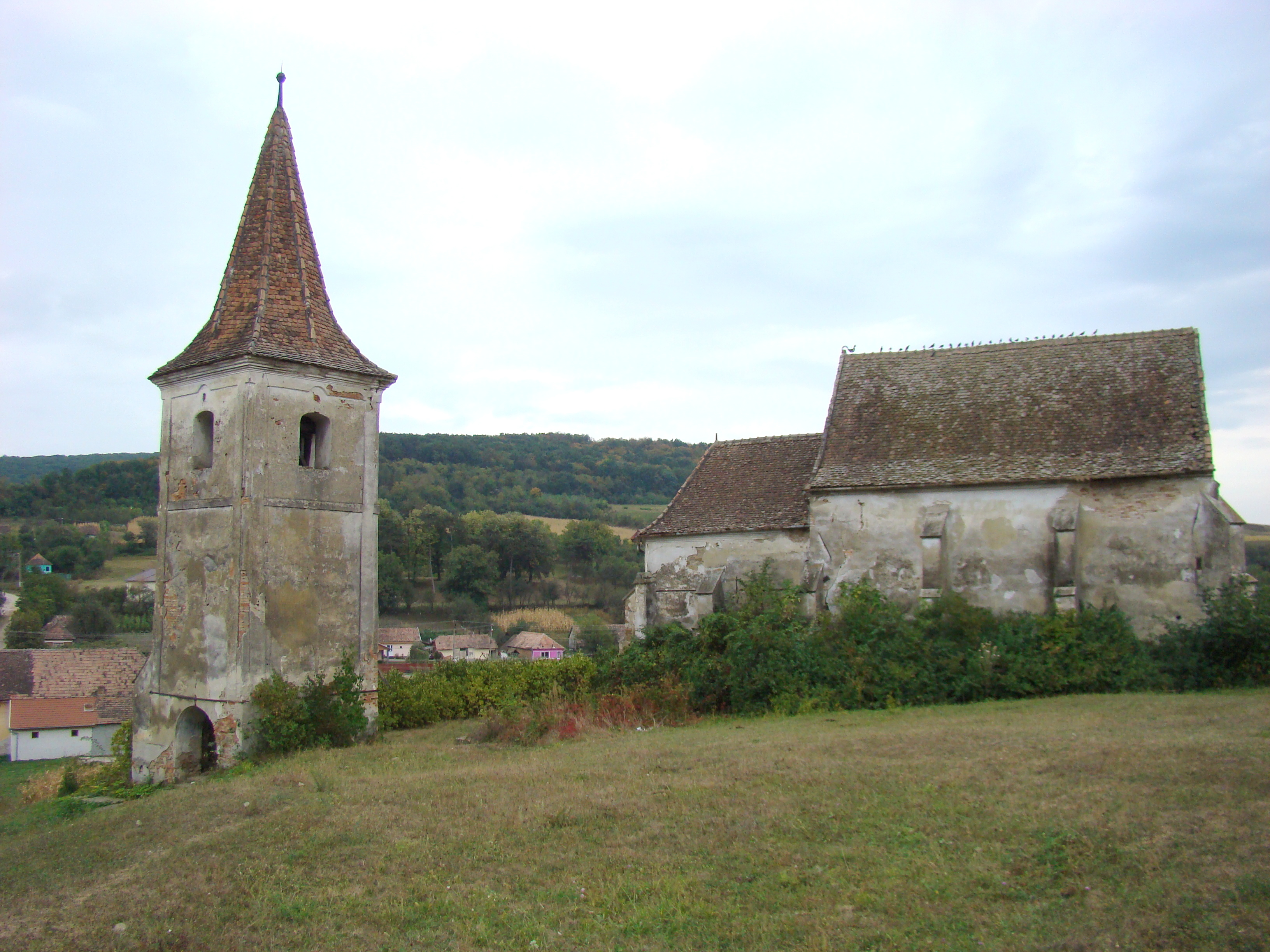
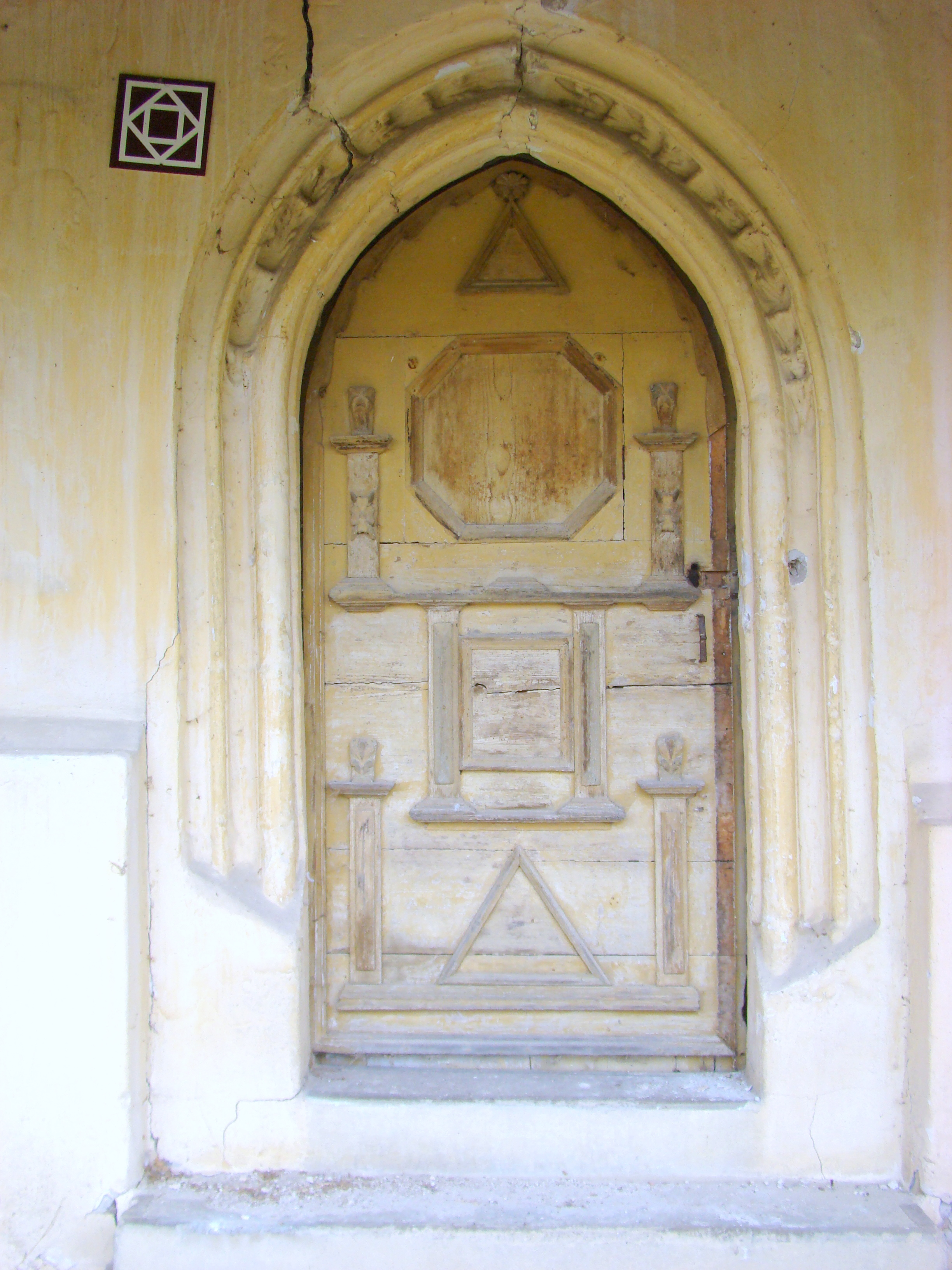
Portalul gotic în arc frânt
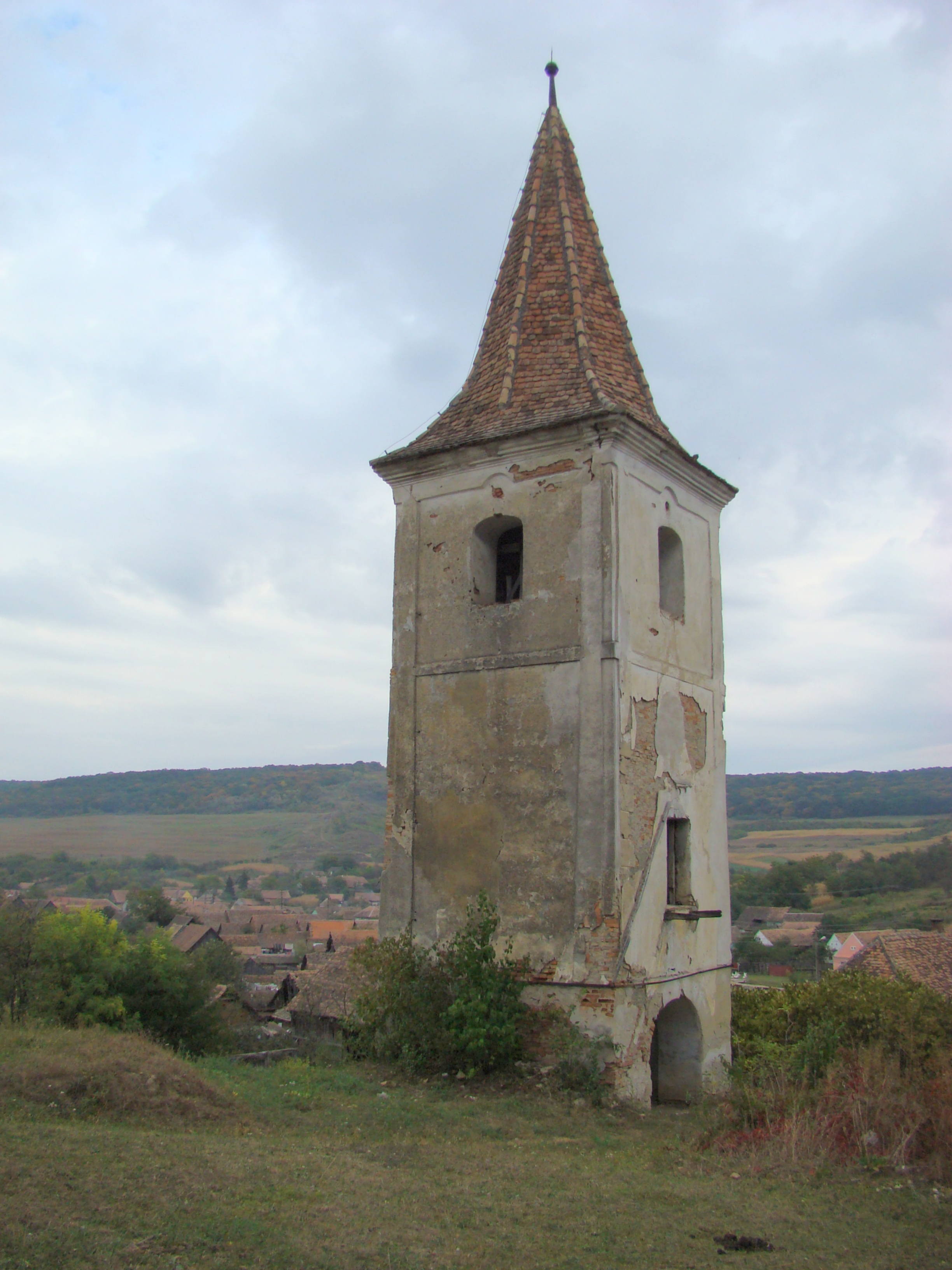
Turn-clopotniță și de poartă
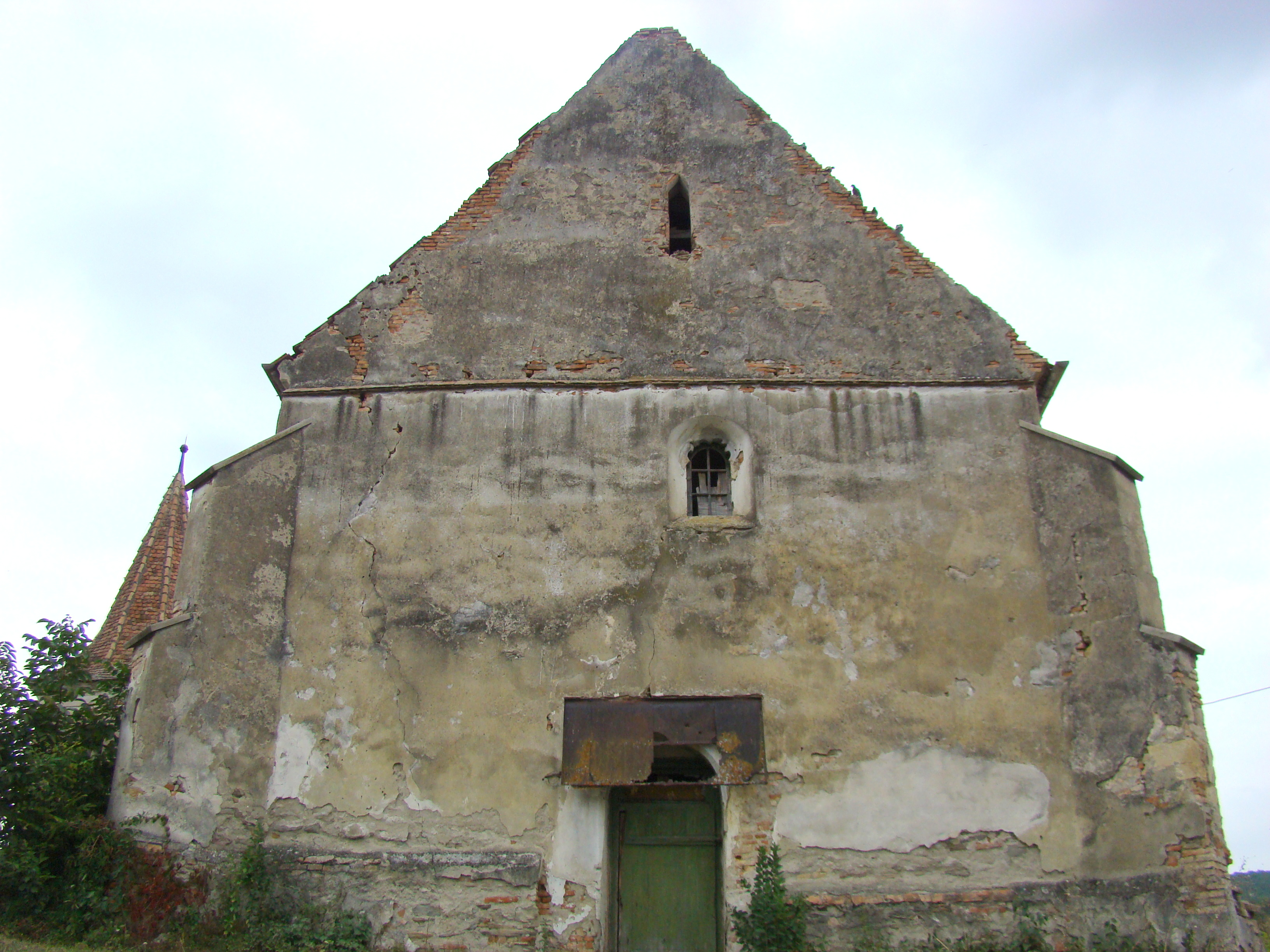
Biserica (vest)
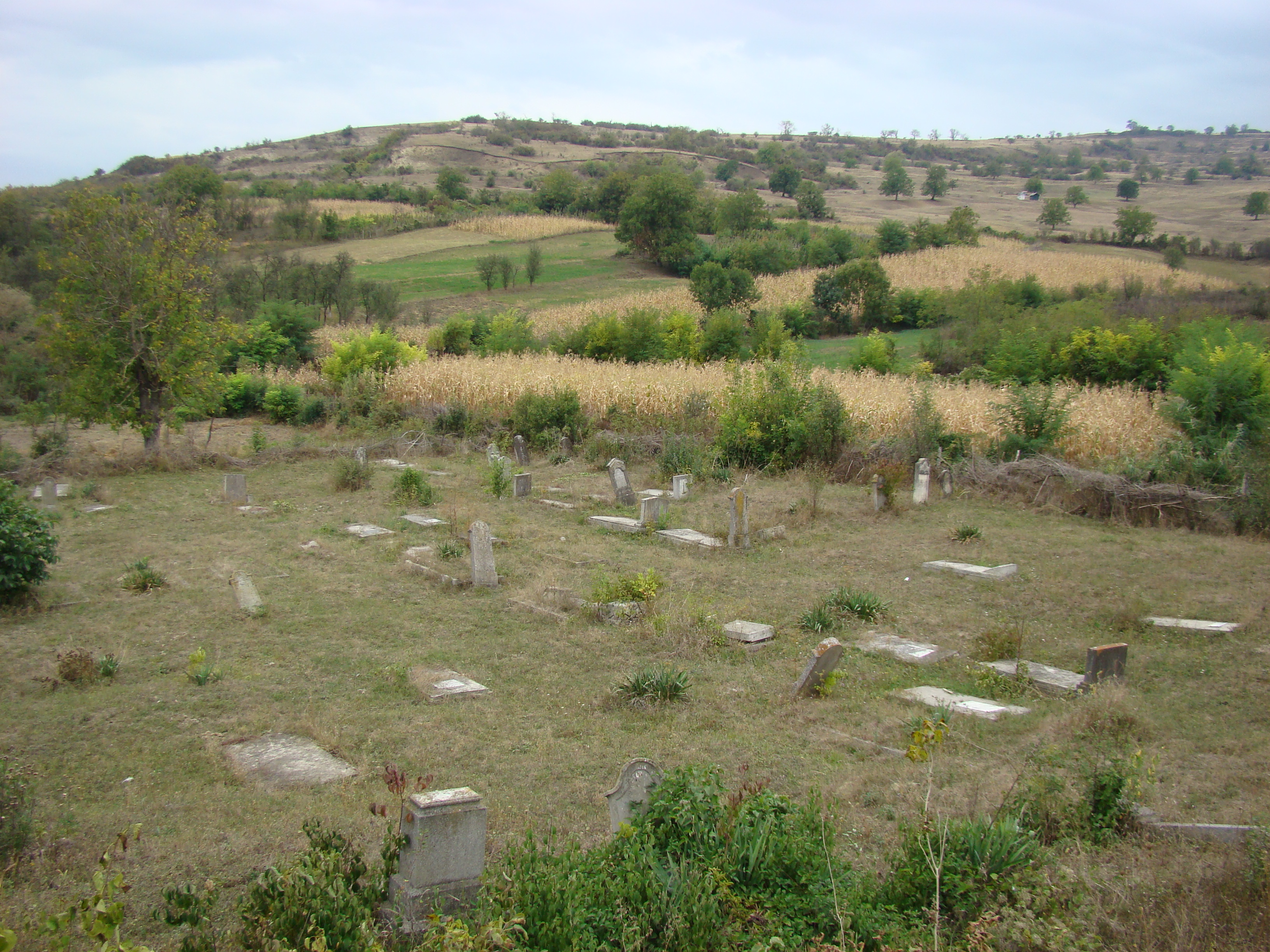
Cimitirul evanghelic şi împrejurimile
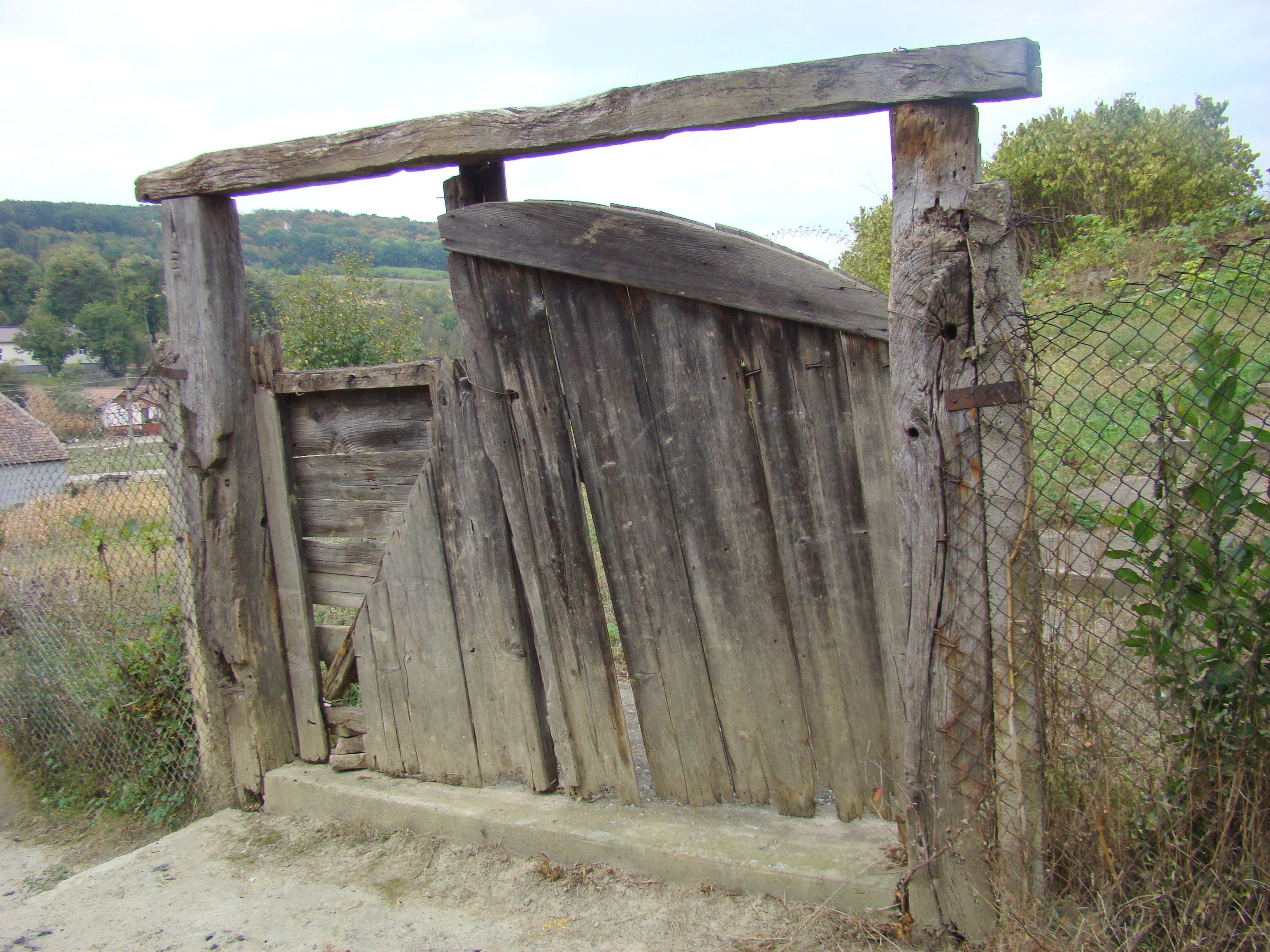
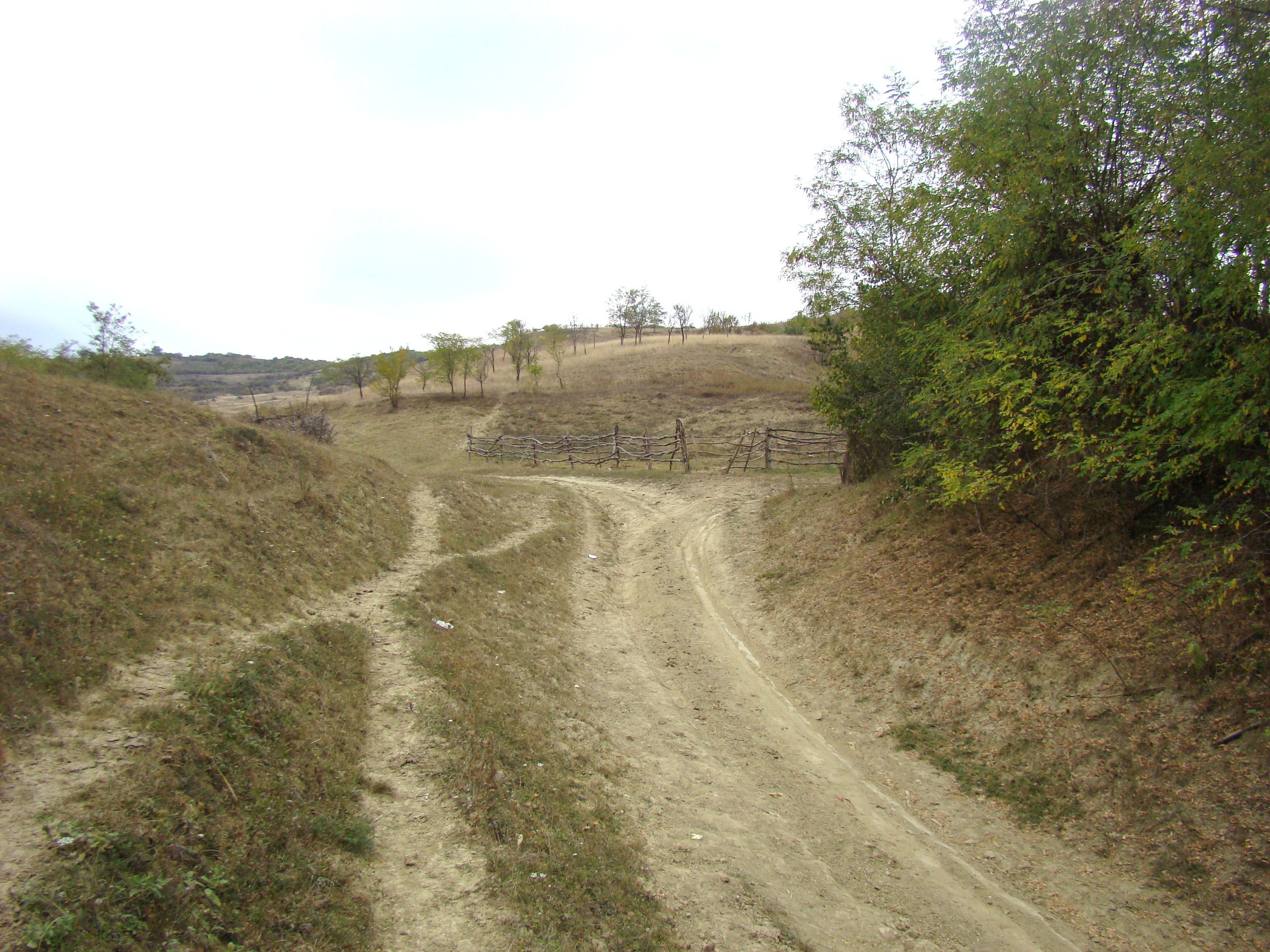
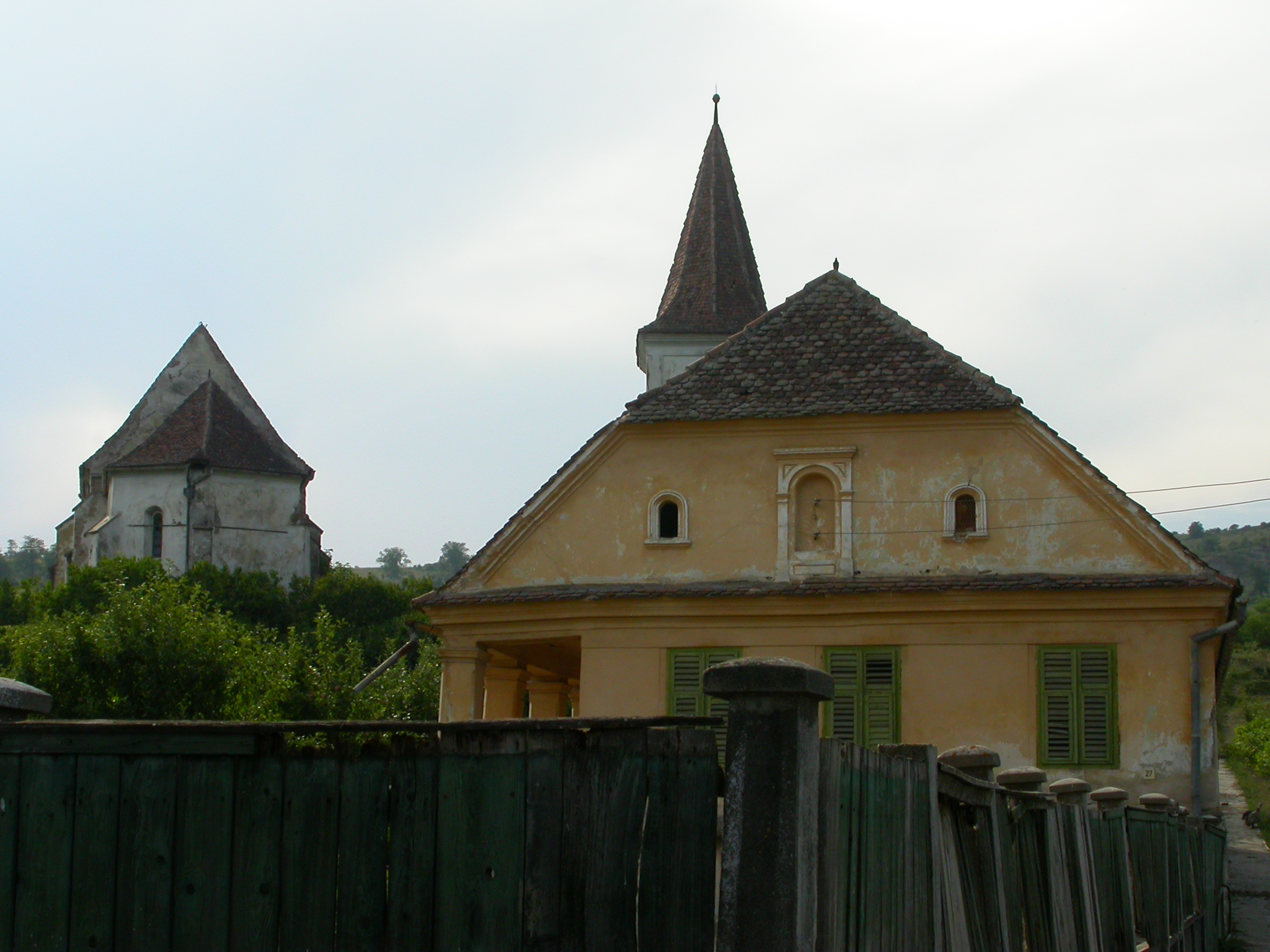
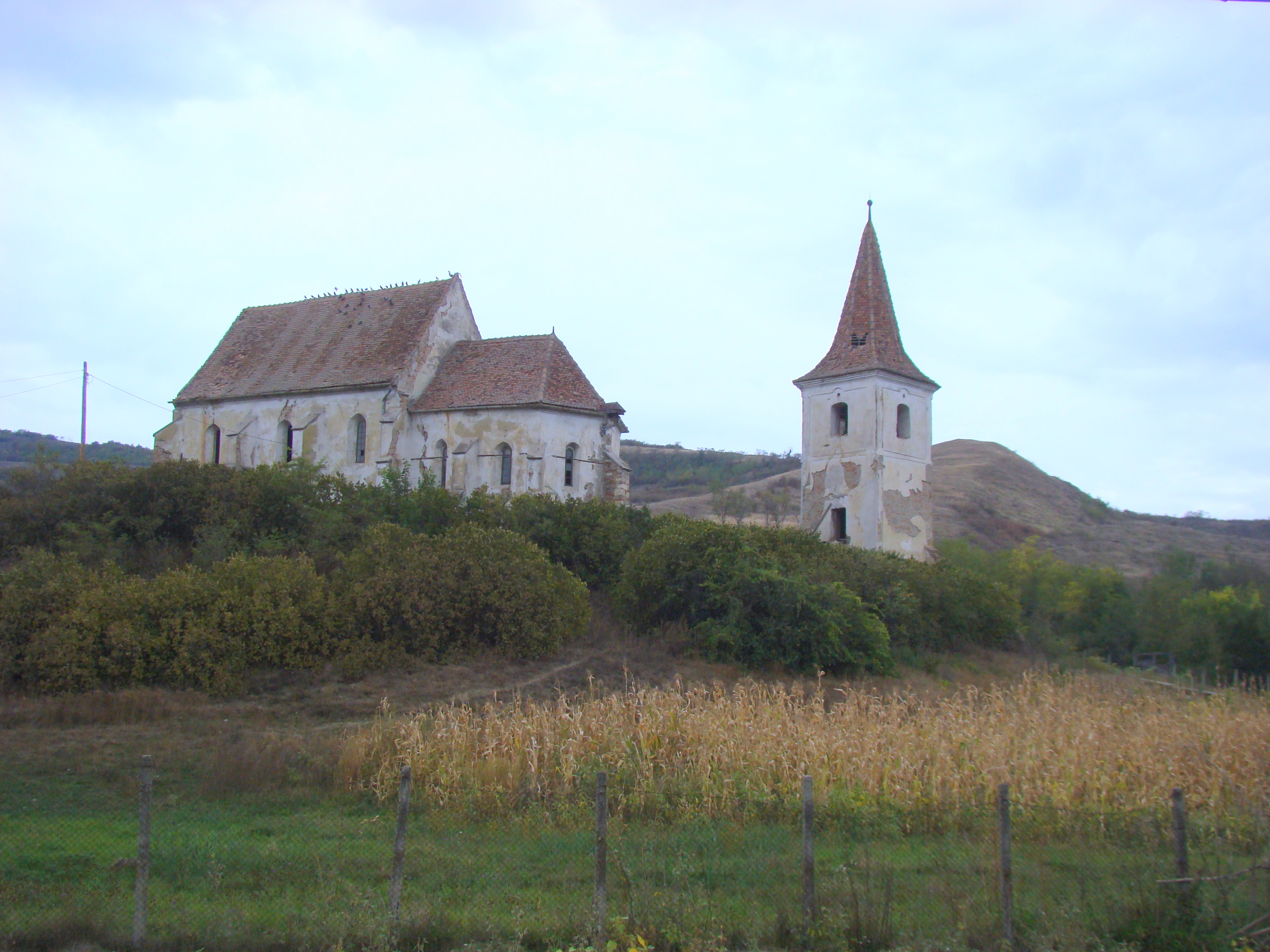

## Imagini din interior

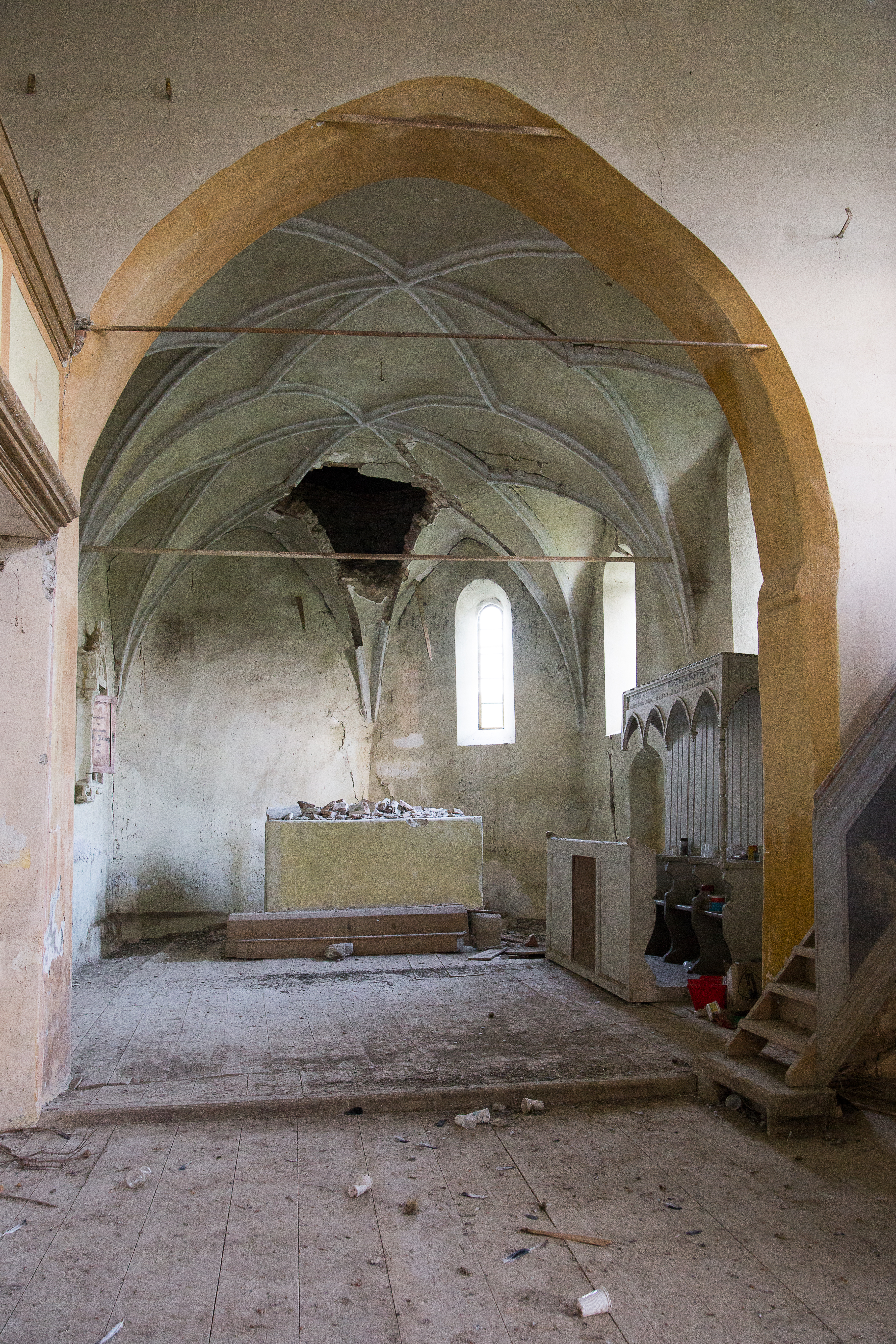
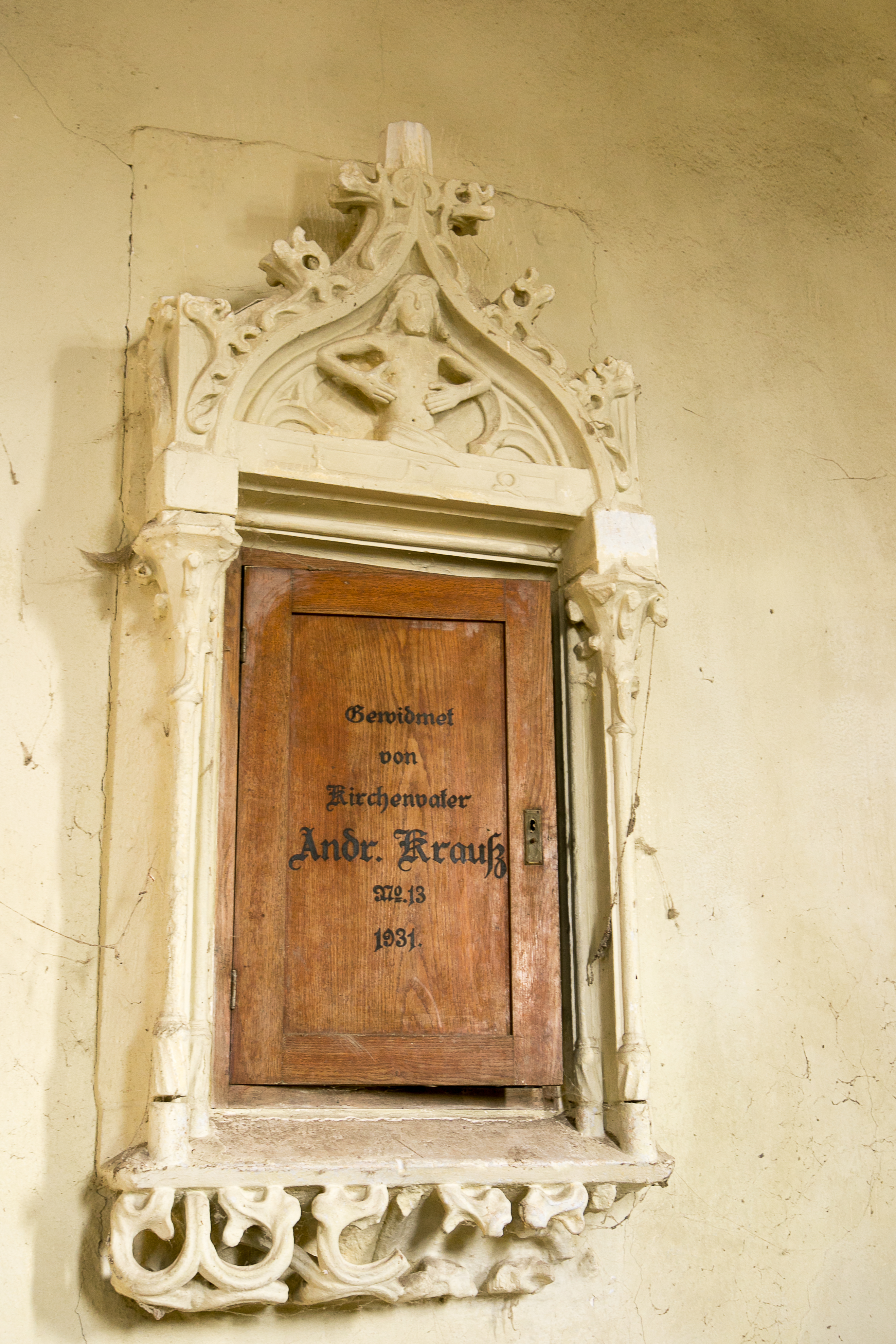
Vechiul tabernacol medieval, cu o ușă de lemn din anul 1931
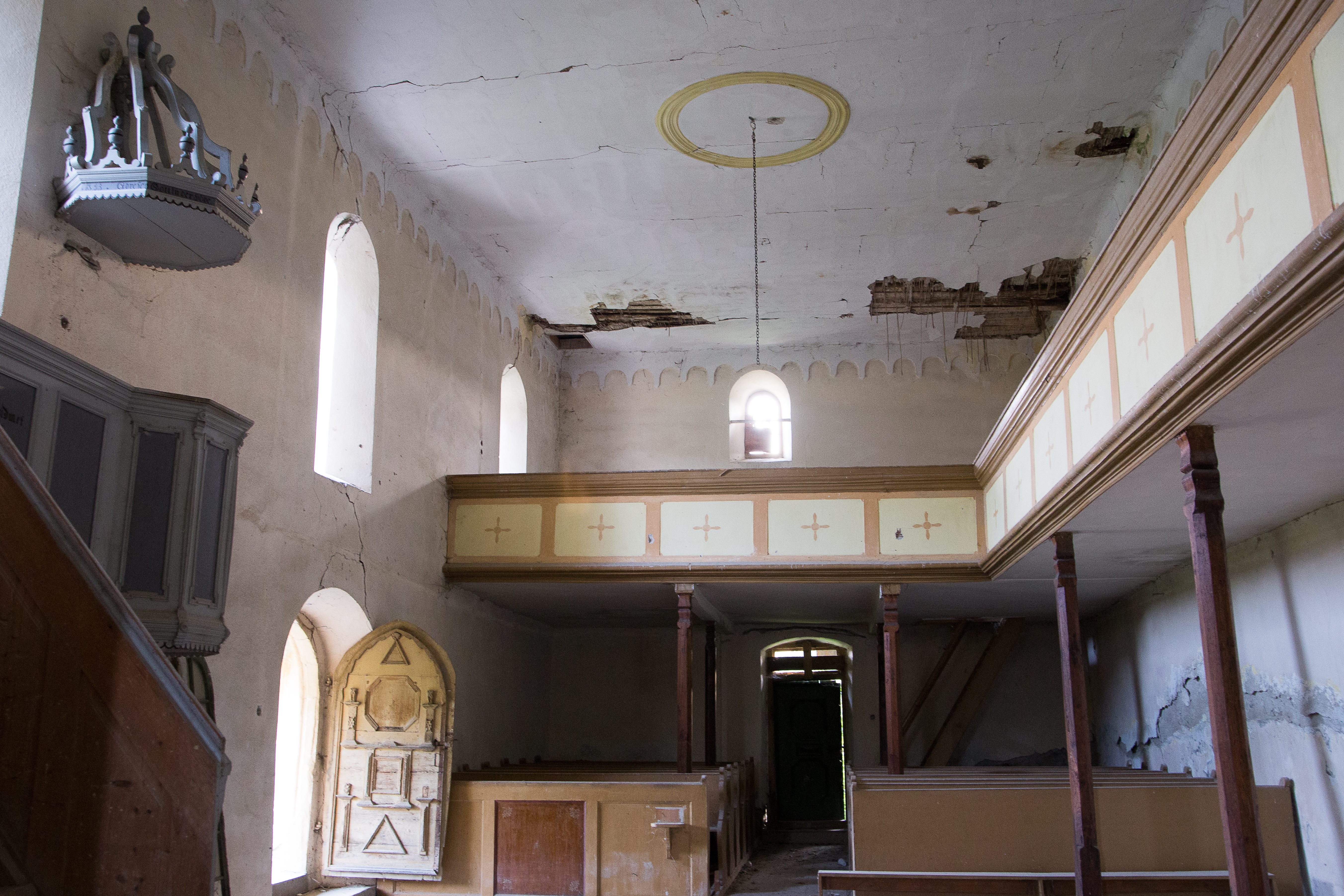
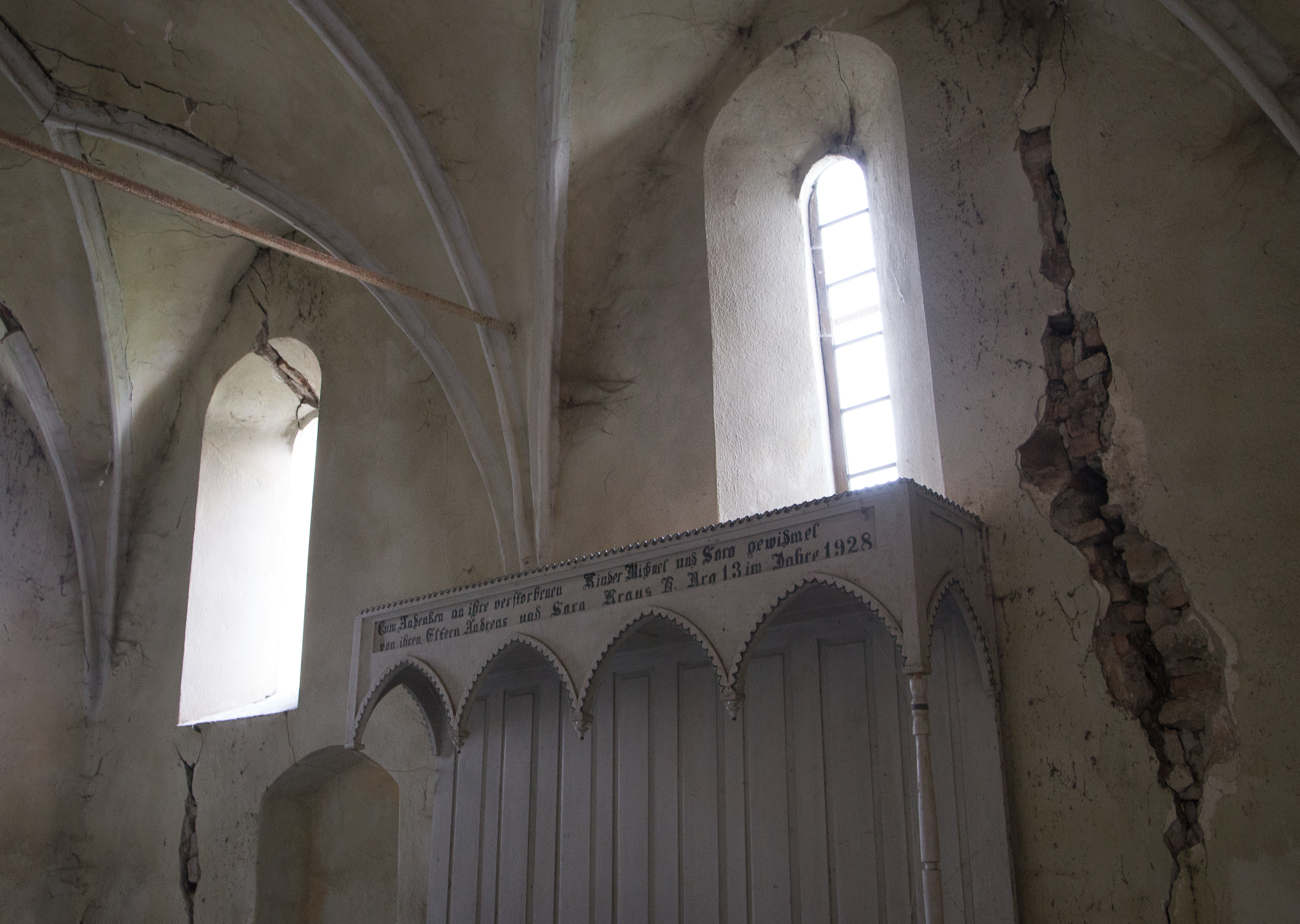
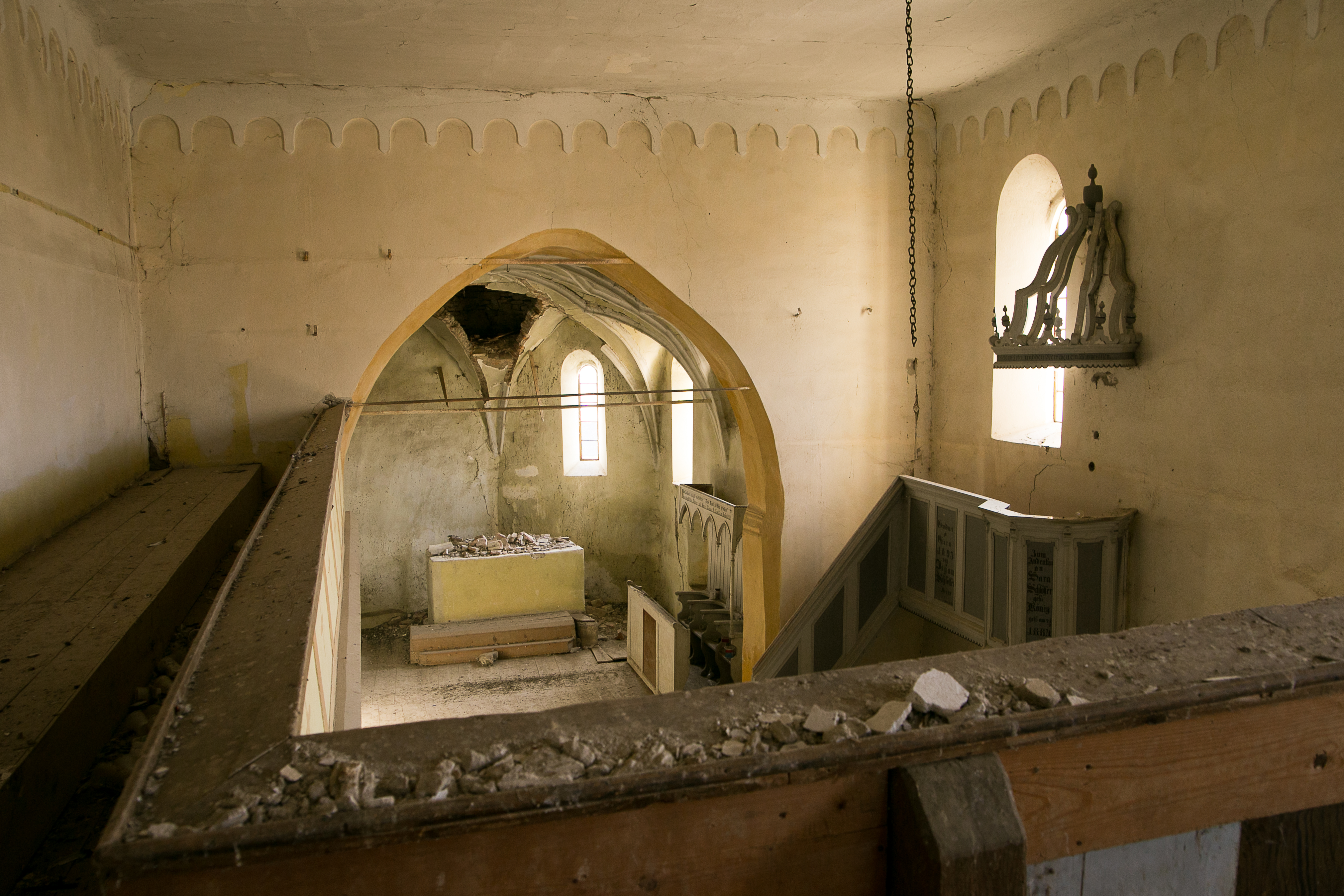